# Partito Finlandese
Il Partito Finlandese (in svedese: Finska partiet; anche Vecchi Finlandesi o Suomettarelaiset) era un partito conservatore e nazionalista finlandese attivo nel Granducato di Finlandia. Il movimento politico nacque in seguito alla cosiddetta disputa linguistica degli anni '60 dell'Ottocento e il suo obiettivo era quello di rendere il finlandese la lingua ufficiale del paese, accanto allo svedese. Il movimento fu organizzato come un vero e proprio partito moderno nel 1906. I principali leader ideologici del partito erano JV Snellman, Yrjö Sakari Yrjö-Koskinen e JR Danielson-Kalmari. I portavoce del partito erano i giornali Suometar e, in seguito, Uusi Suometar.
Il partito si caratterizzava per un atteggiamento collaborativo con la Russia dominatrice del paese, in quanto vista come un mezzo per demolire la storica influenza svedese sul paese. Con l’indipendenza nazionale nel 1918, il partito perse tale motivo di contrasto con le altre forze di destra e si fuse nel Partito di Coalizione Nazionale.